# ロボニー・ガブリエル
ロボニー・ガブリエル（R'Bonney Nola Walker Gabriel, 英語: [ˈɡeɪbriəl], タガログ語: [gɐˈbɾjɛl], 1994年3月20日 - ）は、アメリカ合衆国のモデル兼ファッションデザイナー。ミス・ユニバース2022で優勝したことで知られる。米国代表がミス・ユニバースに選出されるのは9人目で、国別では最多となる。また、ロボニーは受賞時28歳11か月で、これは歴代のミス・ユニバースの最年長記録である（第2位はミス・ユニバース2020のアンドレア・メサ）。名前のカタカナ表記はハフポスト日本版の報道に従う。

## 経歴
父Remigio Bonson‘Bon’Gabrielはメトロマニラ出身。19歳のときワシントン州に移住したフィリピン系アメリカ人。母Dana Walker Gabrielはテキサス州ボーモントに育つ。1994年3月20日、テキサス州サンアントニオに生まれる。4人兄弟姉妹の末っ子。
テキサス州ヒューストンで育つ。高校ではバレーボール選手だった。2018年、ノース・テキサス大学でファッションおよびアパレルデザインの学士号を取得し、卒業。卒業後はニューヨークのデザイナーNicole Millerのもとでインターンシップを行う。また、非営利組織で再生資源を使用したファッション製作にも従事。R'Bonney Nolaという自身のデザイン会社を保有。
2020年、ミス・テキサスUSAの地区大会であるMiss Kemah USA 2020に出場。Top5に残る。2021年、ミス・テキサスUSAに出場、準優勝。2022年7月、ミス・テキサスUSAで優勝。州を代表してミスUSAに出場する資格を得る（アジア系として初）。この大会では、テキサス州の花であるブルーボンネットにインスパイアされた衣装（Patrick Isorenaデザイン）を身に着け、民族衣装部門の最優秀賞も受賞。 
2022年10月、ネバダ州で開催された第71回ミスUSAで優勝、フィリピン系として初のミスUSAとなる。
ロボニーの受賞の後、今回のミスUSAは不正に操作された、いわば出来レースだったのではという疑惑が浮上した。優勝の瞬間にも、多くの出場者が彼女を祝うことなくステージから去った。彼女がミス・テキサスUSAに選ばれた数週間後にカンクンのNizuc Resort and Spaを訪れ、プロモーション素材を撮影することができた。これは同社が便宜を図ったのだ。ミスUSA決勝から24時間以内に同社の公式アカウントでそのプロモーション素材が公表されているではないか、というのが内容の骨子であるが、ロボニーはE! Newsのインタビューに対し「自分が勝つとわかっているページェントや大会には絶対に参加しないわ」と述べ、疑惑を否定した。カンクンに飛んだのも自費で航空券を購入したとも述べている。
2023年1月14日、ルイジアナ州ニューオーリンズで開催された第71回ミス・ユニバース決勝（ミス・ユニバース2022）で優勝。米国代表として10年ぶり9人目。なお規定によりミスUSAグランプリがミス・ユニバース世界大会グランプリとなった場合はミスユニバースの肩書を優先させる取り決めとなっていたため、準ミスUSAに選ばれたモーガン・ロマーノがミスUSAに繰り上げ任命された。